# Pitcairnia anomala
Pitcairnia anomala är en gräsväxtart som beskrevs av Frederico Carlos Hoehne. Pitcairnia anomala ingår i släktet Pitcairnia och familjen Bromeliaceae. Inga underarter finns listade i Catalogue of Life.